# Harry Low
Henry Forbes Low (Aberdeen, 15 agosto 1882 – Sunderland, 26 settembre 1920) è stato un calciatore scozzese, di ruolo attaccante e centrocampista.

## Biografia
Era fratello di John e Wilf Low, anche loro calciatori: anche il nipote Norman, figlio di Wilf, è stato un calciatore.
Servì nell'esercito britannico durante la prima guerra mondiale.
Low è morto nel settembre 1920 a causa di una polmonite.

## Carriera
Nell'agosto 1901 viene ingaggiato dall'Orion di Aberdeen, club che due anni dopo, con altre due società cittadine darà origine all'Aberdeen. Con i neonati Dons dopo aver ottenuto il settimo posto nella Scottish Division Two 1904-1905, ottiene l'accesso alla massima serie scozzese, nella quale giocherà per due stagioni.
Nel maggio 1907 passa per £400 agli inglesi del Sunderland, con cui vince la First Division 1912-1913, e raggiunge la finale di FA Cup 1912-1913, persa contro l'Aston Villa. Low rimarrà in forza ai Black Cats sino al 1919, e pur con l'interruzione di cinque anni dovuta alla prima guerra mondiale, ha giocato con il club di Sunderland in totale 227 incontri, segnando 36 reti.

## Palmarès
- Campionato inglese: 1

Sunderland: 1912-1913